# Ромадановка (Мелеузівський район)
Ромада́новка (рос. Ромадановка, башк. Ромадановка) — присілок у складі Мелеузівського району Башкортостану, Росія. Входить до складу Корнієвської сільської ради.
Населення — 9 осіб (2010; 6 в 2002).
Національний склад:
- росіяни — 67%
- татари — 33%